# 蒂娜·利拉克
蒂娜·利拉克（芬蘭語：Tiina Lillak，1961年4月15日—），芬兰女子田径运动员，主攻标枪。她曾代表芬兰参加1980年、1984年和1988年夏季奥林匹克运动会田径比赛，获得一枚银牌。